# Patouliá
Patouliá är en ort i Grekland.   Den ligger i prefekturen Trikala och regionen Thessalien, i den centrala delen av landet, 230 km nordväst om huvudstaden Aten. Patouliá ligger 97 meter över havet och antalet invånare är 545.
Terrängen runt Patouliá är platt åt sydväst, men åt nordost är den kuperad. Runt Patouliá är det tätbefolkat, med 257 invånare per kvadratkilometer. Närmaste större samhälle är Trikala, 8,5 km väster om Patouliá. Trakten runt Patouliá består till största delen av jordbruksmark.